# Knowledge-based systems
Los Knowledge-based systems (sistemas basados en conocimiento) son sistemas basados en el conocimiento (KBS). Utilizan la inteligencia artificial (AI) para resolver problemas. Incorporan un repositorio (base de datos) de conocimiento experto, con utilidades diseñadas para facilitar la recuperación del conocimiento en respuesta a consultas específicas, junto con el aprendizaje y la justificación, o para transferir conocimientos de un dominio de conocimientos a otra. .